# Time Works Wonders
《Time Works Wonders》是韩国男子团体東方神起在日本发行的第42张单曲。于2014年11月5日由avex trax公司发行。

## 概要
这张单曲距上张单曲发行约4个多月，是团体于2014年发行的第三张单曲。附属的DVD中收录了主打曲《Time Works Wonders》的音乐录音带和影音幕后花絮。
初回限定版本封入特典是封面大小的卡片（6種中随机封入1种）。

## 收录内容
CD
1. 《Time Works Wonders》
作詞：Shinjiroh Inoue、作曲：Peter Gordeno、Jamie Hartman
2. 《Baby don't cry》
作詞：H.U.B.、作曲：Fredrik Jernberg、Erik Lidbom、Hide Nakamura
3. 《Time Works Wonders》 REMIX（只在CD ONLY版本收录）
4. 《Time Works Wonders》 -Less Vocal-
5. 《Baby don't cry》 -Less Vocal-

DVD
1. 《Time Works Wonders》 -Video Clip-
2. 《Time Works Wonders》 -Video Clip- Off Shot Movie
  - 只在初回限定盤版本收录。

- Bigeast盤与[CD+DVD]版的CD内容相同